# 片岡仁左衛門 (13代目)
十三代目 片岡 仁左衛門（かたおか にざえもん、1903年（明治36年）12月15日 - 1994年（平成6年）3月26日）は、日本の歌舞伎役者。屋号は松嶋屋、定紋は七ツ割丸に二引。日本芸術院会員、重要無形文化財保持者（人間国宝）。本名は片岡 千代之助（かたおか ちよのすけ）。
昭和後期の歌舞伎界を支えた立役の名優。最晩年は完全に盲目だったにもかかわらず、立役として舞台活動を続けた。

## 人物
子に五代目片岡我當、日本舞踊家花柳寿々、二代目片岡秀太郎、十五代目片岡仁左衛門、新劇女優片岡静香らがいる。
温厚篤実な性格で屈折したところがなく、高貴な役どころがぴたりとはまった。由良助役者としても知られたが、七段目では、豪遊ぶりがいかにも自然で、卑屈な部分を見せることがなかった。

## 略歴

### 東京歌舞伎時代
1903年、安田善三郎と安田善次郎の娘・暉子の実の三男として東京に生まれる。生後にすぐに東京に拠点を移していた十一代目片岡仁左衛門の養子に入り、三男となる。1905年、京都南座で初舞台。本名の片岡千代之助を名乗る。1912年以降は片岡少年劇で活躍した。
1929年4月、歌舞伎座で四代目片岡我當を襲名。この前後から東京を中心に活動し、九代目團十郎の芸系を受継ぐ七代目市川中車などについて積極的に学ぶ。1932年1月、松竹・新宿新歌舞伎座にて青年歌舞伎を結成し座頭をつとめる。青年歌舞伎の活動は足掛け七年にわたった。

### 関西歌舞伎時代
1939年9月、上方歌舞伎へと移籍。1951年には亡父の後を継ぎ片岡仁左衛門を襲名するが、1960年代に入ってからの関西歌舞伎の凋落いちじるしく、思わしい活動が行えなかった。二代目中村鴈治郎、三代目實川延若らとともに、自主公演の集まり「七人の会」をたちあげたが注目されずに終わる。このような上方歌舞伎の現状を憂い、伝統の灯火を守ることを決意した仁左衛門は、私財を投じ「仁左衛門歌舞伎」と称して1962年以降五回にわたって自主公演を決行。関西歌舞伎界に与えた影響はきわめて大きい。一方では高校生を対象とする歌舞伎教室を開催したり、上方の若手役者による「若鮎の会」を主宰して若手俳優の指導など人材育成に努めた。

### その後
1966年、歌舞伎座でつとめた『廓文章』（吉田屋）の伊左衛門が好劇家から高い評価を受け、それまでどちらかといえば独特な持味はあるものの、手堅いだけといわれていた仁左衛門の演技に変化がおとずれる。仁左衛門の芸は、驚くべきことながら七十代の後半から八十代に至って飛躍的に深化し、一躍、名優の列に加えられることになった。最晩年の滋味あふれる品格高い演技を賞賛する者は今でも少なくない。
1972年、重要無形文化財保持者に各個認定（人間国宝）、日本芸術院賞受賞。1981年、国立劇場の『菅原伝授手習鑑』の菅丞相は絶品を超え「天神さま」にあやかる「神品」とまで絶賛、大向うからは「松嶋屋天神！」の掛声がかかるほどだった。このころから緑内障のために徐々に視力が衰え、最晩年には失明状態に陥ったが、生涯舞台に立ちつづけた。1981年、日本芸術院会員。1992年、文化功労者。1993年12月の京都南座顔見世における『八陣守護城・御座船の段』の佐藤正清が最後の舞台となった。
1994年3月26日、老衰のため、京都の自宅にて死去。満90歳没（享年92）。

### 人物
若いときに養父を始め、七代目松本幸四郎、七代目市川中車、十五代目市村羽左衛門、二代目実川延若ら名優に歌舞伎狂言の型を教えられたが、これは、十三代目仁左衛門のみならず歌舞伎界にとって貴重な財産となった。三男・十五代目仁左衛門やその孫片岡孝太郎の話では、十三代目仁左衛門は、一つの狂言を教えるのに色々な型を示し、あとは本人の選択に任せると言う方法だったという。
妻は講釈師・錦城斎典山の娘で、二代目花柳壽楽は義兄にあたる。
長唄三味線の杵屋栄二とともに古典芸能界の鉄道愛好家としても有名で、鉄道友の会の理事や名誉会長も勤め、ブルーリボン賞叙与式、大阪市電最終運転日など関西での鉄道関係のセレモニーには来賓としてしばしば顔を出した。ただし、新幹線のような超高速列車には批判的で、「新幹線ができてから、旅に風情がなくなった」と嘆いていたが、それでも1964年10月1日の東海道新幹線開業日には、新大阪駅発東京駅行の一番列車「ひかり2号」に乗車し、車内で各マスコミから取材を受けた実績もある。
学究肌で文才もあり、著書多数がある。芸談や歌舞伎関係の貴重な資料も多く残した。

### 当たり役
- 『菅原伝授手習鑑』の菅丞相・松王・源蔵・時平
- 『仮名手本忠臣蔵』の由良助・判官・本蔵
- 『一谷嫩軍記・熊谷陣屋』の熊谷直実
- 『廓文章・吉田屋』の藤屋伊左衛門
- 『夏祭』の團七九郎兵衛・釣船三婦
- 『伊勢音頭恋寝刃』の福岡貢
- 『恋飛脚大和往来・新口村』の亀屋忠兵衛・忠兵衛父孫右衛門
- 『伊賀越道中双六・沼津』の雲助平作
- 『桂川連理柵・帯屋』の帯屋長右衛門
- 『名工柿右衛門』の酒井田柿右衛門
- 『平家女護島・俊寛』の俊寛僧都
- 『寿曽我対面』の曽我十郎・工藤祐経
- 『近頃河原達引・堀川』の与次郎

## 受賞・栄典
- 1964年 - 大阪芸術賞
- 1967年 - 芸術選奨文部大臣賞
- 1969年 - 紫綬褒章
- 1972年
  - 上方芸能人顕彰
  - 日本芸術院賞
  - 京都市文化功労者
- 1980年 - 勲三等瑞宝章
- 1981年 - 第32回NHK放送文化賞
- 1982年 - 京都市名誉市民
- 1984年 - 名古屋演劇ペンクラブ年間賞
- 1986年 - 第7回松尾芸能賞特別賞
- 1989年 - 第4回関西大賞大名優賞
- 1992年 - 文化功労者
- 1994年 - 正四位勲ニ等瑞宝章

## 著書
- 『千代之助集』至玄社、1928
- 『十一世仁左衛門』片岡千代之助編 和敬書店 1950
- 『忘れられている先祖の供養 あなたを幸せにする日本の知恵』白金書房 1974
- 『役者七十年』朝日新聞社、1976
- 『嵯峨談語』三月書房 1976
- 『菅原と忠臣蔵』向陽書房 1981
- 『仁左衛門楽我記』三月書房 1982
- 『夏祭と伊勢音頭』向陽書房 1983
- 『とうざいとうざい　歌舞伎芸談西東』聴き手・水落潔　自由書館、1984
- 『芝居譚』河出書房新社 1992

## 映画
- 雪之丞変化（1959年・東映京都）
- 男はつらいよ 寅次郎あじさいの恋（1982年・松竹） 小さなことを気にしない陶芸の人間国宝・加納役／マドンナはいしだあゆみ
- 歌舞伎役者 片岡仁左衛門（六部作）（1992-95年・自由工房）ドキュメンタリー

## テレビ
- 明治天皇　第二部（よみうりテレビ）明治天皇 役
- 横堀川（1966-67年、NHK大阪）浪花屋利兵衛役
- 松本清張シリーズ「ザ・商社」（1980年・NHK）江坂産業社主・江坂要造 役
- 峠の群像（1982年・NHK大河ドラマ）和泉屋仁左衛門 役